# Championnat de France féminin de handball de deuxième division 2022-2023
Navigation
Division 2 2021-2022 Division 2 2023-2024
Le Championnat de France féminin de handball de deuxième division 2022-2023 est la cinquante-deuxième édition de cette compétition. Ce championnat est le deuxième plus haut niveau du championnat de France de ce sport derrière la Ligue Butagaz Energie (LBE). C'est la première édition organisée par la Ligue féminine de handball (LFH), qui gérait déjà la LBE.
À la fin de la saison, le premier club VAP accède en Ligue Butagaz Energie (LBE). En vigueur depuis la saison 2012-2013, ce dispositif vise à baliser et sécuriser le chemin vers la LBE pour consolider la professionnalisation du handball féminin français. Il concerne les clubs de D2F désireux de se structurer et ambitionnant, à plus ou moins court terme, d’accéder en LBE et qui s’engagent en conséquence à répondre volontairement à un cahier des charges intermédiaire, palier avant une intégration en LBE. Ce statut de club VAP est accordé par la CNCG après examen de la situation du club de D2F au regard des différents critères du cahier des charges VAP (de même nature que ceux du cahier des charges LBE). Tous les clubs qualifiés en D2F peuvent solliciter le statut VAP, qu’ils accèdent de N1, descendent de LBE ou se soient maintenus en D2. Le statut est accordé par saison sportive et il n’y a aucune attribution automatique d’une saison sur l’autre, ni à un club relégué de LBE.
Le 30 novembre 2022, le CJF Fleury Loiret Handball est placé en liquidation judiciaire et tous les résultats du club depuis le début du championnat sont annulés.

## Formule de la compétition
La compétition est ouverte aux 14 clubs ayant acquis leur participation par leur classement au terme de la saison précédente. Ces clubs sont réunis en une poule de 14. Les clubs se rencontrent en matches aller et retour (26 matchs).
Le club sous statut VAP au titre de la saison concernée classé à l’une des deux premières places du championnat de D2F et le mieux classé du championnat D2F, accède à la LBE. Les clubs classés à la 14e, 13e et 12e place sont relégués en Nationale 1 pour la saison suivante.

### Calendrier
Les principales dates du calendrier du championnat sont :
- 3 septembre 2022 : début du championnat
- 22 octobre 2022 : 6e journée, la dernière avant le championnat d'Europe
- 5 février 2023 : 13e journée et fin des matchs allers
- 28 mai 2023 : 26e journée et fin du championnat

Parallèlement au championnat est disputée la Coupe de France.

## Clubs participants
| \| Saint-Maur Le Havre Fleury-les-A. Saint-Grégoire Achenheim · Truchtersheim Aulnoye-Aymeries Noisy Bouillargues Clermont-Ferrand Bègles Vaulx-en-Velin Lomme Besançon Toulouse \| Localisation des clubs engagés dans le championnat. |
| Saint-Maur Le Havre Fleury-les-A. Saint-Grégoire Achenheim · Truchtersheim Aulnoye-Aymeries Noisy Bouillargues Clermont-Ferrand Bègles Vaulx-en-Velin Lomme Besançon Toulouse                                                           |

Légende des couleurs
- Relégué de D1F
- Promu de Nationale 1

| Club                                     | Localisation                                            | Classement de 2021-2022 | VAP, |
| ---------------------------------------- | ------------------------------------------------------- | ----------------------- | ---- |
| Fleury Loiret Handball                   | Centre-Val de Loire, Loiret, Fleury-les-Aubrais         | 14e de D1F              | Oui  |
| Stella Saint-Maur Handball               | Île-de-France, Val-de-Marne, Saint-Maur-des-Fossés      | 2e                      | Oui  |
| Sambre Avesnois Handball                 | Hauts-de-France, Nord, Aulnoye-Aymeries                 | 3e                      | Oui  |
| Bouillargues Handball Nîmes Métropole    | Occitanie, Gard, Bouillargues                           | 4e                      | Oui  |
| Le Havre AC Handball                     | Normandie, Seine-Maritime, Le Havre                     | 5e                      | Oui  |
| Noisy-le-Grand handball                  | Île-de-France, Seine-Saint-Denis, Noisy-le-Grand        | 6e                      | Oui  |
| Handball Clermont Auvergne Métropole 63  | Auvergne-Rhône-Alpes, Puy-de-Dôme, Clermont-Ferrand     | 7e                      | Oui  |
| Achenheim Truchtersheim Handball         | Grand Est, Bas-Rhin, Achenheim et Truchtersheim         | 8e                      | Oui  |
| Club athlétique béglais handball         | Nouvelle-Aquitaine, Gironde, Bègles                     | 9e                      |      |
| ASUL Vaulx-en-Velin                      | Auvergne-Rhône-Alpes, Métropole de Lyon, Vaulx-en-Velin | 10e                     |      |
| Saint-Grégoire Rennes Métropole Handball | Bretagne, Ille-et-Vilaine, Saint-Grégoire               | 11e                     |      |
| Palente Besançon HB                      | Bourgogne-Franche-Comté, Doubs, Besançon                | 1er de N1 (poule 3)     |      |
| Lomme Lille MH                           | Hauts-de-France, Nord, Lomme                            | 1er de N1 (poule 2)     |      |
| Toulouse Féminin Handball                | Occitanie, Haute-Garonne, Toulouse                      | 1er de N1 (poule 4)     |      |

### Personnel et équipementiers
| Club                    | Entraîneur        | Capitaine                        |
| ----------------------- | ----------------- | -------------------------------- |
| Achenheim Truchtersheim | Jan Bašný         | Dalila Abdesselam                |
| Sambre Avesnois HB      | Clément Petit     | Adeline Bournez                  |
| CA Bègles               | Julien Vasseur    | Lalie Séailles                   |
| Palente Besançon HB     | Cheikh Seck       | Laurane Scalabrino               |
| Bouillargues HB NM      | Delphine Cendré   | Chloé Roelandt / Axelle Bertrand |
| HB Clermont AM 63       | Florence Sauval   | Jéssica Ferreira                 |
| Fleury Loiret HB        | Christophe Cassan | Suzanne Wajoka                   |
| Le Havre AC             | Stéphane Pellan   | Marina Pantić                    |
| Lomme Lille MH          | Aurore Sanz       | Célia Benlabed                   |
| Noisy-le-Grand HB       | Farid Gherram     | Isaure Mosabau                   |
| Saint-Grégoire RMHB     | Olivier Mantes    | Charlotte Satgé                  |
| Stella Saint-Maur       | Rémi Samson       | Djénéba Tandjan                  |
| Toulouse Féminin HB     | Ludovic Seutchie  | Julie Legatindji                 |
| ASUL Vaulx-en-Velin     | Sébastien Modenel | Lola Berrais                     |

| Équipementier     | Équipe                          | Période         | Réf.   |
| ----------------- | ------------------------------- | --------------- | ------ |
| Atorka            | Lomme Lille MH                  | 2018/07 –       | [ 8 ]  |
| Craft             | Saint-Grégoire Rennes MH        | 2019/09 –       | ,      |
| Craft             | Toulouse Féminin HB             | 2022/09 –       | ,      |
| Diffusport / DSX  | Sambre Avesnois HB              | 2011/09 min. –  | ,      |
| Erima             | Achenheim Truchtersheim HB      | 2015/07 –       | [ 16 ] |
| Erima             | Le Havre AC HB                  | 2014/09 –       | ,      |
| Hummel            | Club athlétique béglais HB      | 2022/09 –       | [ 19 ] |
| Kappa             | Fleury Loiret                   | 2012/07 –       | [ 20 ] |
| Kempa             | HB Clermont AM63                | 2018/09 min. –  | [ 21 ] |
| Kempa             | Palente Besançon HB             | 2016/09 min. –  | [ 22 ] |
| Majestee          | Bouillargues HB Nîmes Métropole | 2022/08 – 2024  | [ 23 ] |
| Mizuno x Ô Sports | ASUL Vaulx-en-Velin             | 2022/07–2025/07 | [ 24 ] |
| Nolt              | Noisy-le-Grand HB               | 2022/09 –       | [ 25 ] |
| Puma x Ekinsport  | Stella Saint-Maur HB            | 2021/06 –       | [ 26 ] |

## Résultats

### Classement
mise à jour: 30 mai 2023
|    | Équipe                         | Pts                                      | J                                        | G                                        | N                                        | P                                        | Bp                                       | Bc                                       | Diff                                     |
| -- | ------------------------------ | ---------------------------------------- | ---------------------------------------- | ---------------------------------------- | ---------------------------------------- | ---------------------------------------- | ---------------------------------------- | ---------------------------------------- | ---------------------------------------- |
| 1  | Stella Saint-Maur Handball V   | 66                                       | 24                                       | 21                                       | 0                                        | 3                                        | 679                                      | 576                                      | 103                                      |
| 2  | Achenheim Truchtersheim V      | 63                                       | 24                                       | 19                                       | 1                                        | 4                                        | 729                                      | 621                                      | 108                                      |
| 3  | Noisy-le-Grand handball V      | 56                                       | 24                                       | 15                                       | 1                                        | 8                                        | 673                                      | 638                                      | 35                                       |
| 4  | Sambre Avesnois Handball V     | 54                                       | 24                                       | 15                                       | 0                                        | 9                                        | 659                                      | 622                                      | 37                                       |
| 5  | HB Clermont AM63 V             | 53                                       | 24                                       | 15                                       | 2                                        | 7                                        | 674                                      | 624                                      | 50                                       |
| 6  | Bouillargues HB NM V           | 45                                       | 24                                       | 10                                       | 1                                        | 13                                       | 628                                      | 612                                      | 16                                       |
| 7  | Le Havre AC V                  | 45                                       | 24                                       | 10                                       | 1                                        | 13                                       | 609                                      | 637                                      | -28                                      |
| 8  | Toulouse Féminin Handball P    | 44                                       | 24                                       | 9                                        | 1                                        | 13                                       | 622                                      | 662                                      | -40                                      |
| 9  | CA Bègles                      | 43                                       | 24                                       | 9                                        | 1                                        | 14                                       | 615                                      | 676                                      | -61                                      |
| 10 | Lomme Lille MHB P              | 41                                       | 24                                       | 8                                        | 1                                        | 15                                       | 689                                      | 718                                      | -29                                      |
| 11 | Saint-Grégoire Rennes MHB      | 38                                       | 24                                       | 6                                        | 2                                        | 16                                       | 587                                      | 624                                      | -37                                      |
| 12 | ASUL Vaulx-en-Velin            | 38                                       | 24                                       | 6                                        | 2                                        | 16                                       | 661                                      | 748                                      | -87                                      |
| 13 | Palente Besançon Handball P    | 36                                       | 24                                       | 5                                        | 2                                        | 17                                       | 639                                      | 706                                      | -67                                      |
| -  | CJF Fleury Loiret Handball R V | Forfait général (liquidation judiciaire) | Forfait général (liquidation judiciaire) | Forfait général (liquidation judiciaire) | Forfait général (liquidation judiciaire) | Forfait général (liquidation judiciaire) | Forfait général (liquidation judiciaire) | Forfait général (liquidation judiciaire) | Forfait général (liquidation judiciaire) |

Légende
- Champion de D2 (1er du classement) et promu en D1F (meilleur club VAP)
- Promu supplémentaire en D1F (2e club VAP)
- Repêché
- Relégué en Nationale 1
- Liquidation judiciaire
- V : Club VAP.
- R : Relégué de D1F.
- P : Promu de Nationale 1.

### Résultats détaillés
| Résultats (dom.\ext.)                                      | Ach.  | S.Av. | Bèg.  | Bes.  | Bou.  | Cle.  | Fle.  | Le H. | Lom.  | Noi.  | Ren.  | St-M. | Tou.  | Vaul. |
| Achenheim Truchtersheim Handball V                         |       | 29-28 | 27-18 | 30-25 | 22-20 | 26-32 | -     | 40-29 | 37-24 | 32-29 | 30-20 | 28-25 | 36-22 | 42-28 |
| Sambre Avesnois Handball V                                 | 29-26 |       | 25-28 | 20-30 | 31-27 | 23-22 | 23-23 | 29-20 | 24-23 | 18-31 | 27-31 | 24-25 | 26-20 | 42-24 |
| CA Bègles                                                  | 24-35 | 23-33 |       | 33-27 | 22-29 | 24-23 | -     | 23-24 | 28-27 | 22-31 | 26-23 | 20-23 | 25-25 | 30-27 |
| Palente Besançon HB P                                      | 33-33 | 25-29 | 27-25 |       | 24-24 | 27-22 | -     | 26-27 | 24-31 | 28-24 | 28-37 | 21-29 | 36-42 | 24-26 |
| Bouillargues Handball Nîmes Métropole V                    | 25-26 | 18-24 | 30-26 | 28-27 |       | 27-28 | 30-29 | 23-19 | 28-23 | 20-21 | 29-21 | 23-24 | 32-24 | 33-25 |
| HB Clermont AM 63                                          | 20-24 | 35-32 | 29-23 | 36-34 | 24-23 |       | -     | 30-20 | 31-29 | 31-23 | 29-17 | 21-27 | 29-32 | 27-20 |
| Fleury Loiret Handball V R                                 | -     | -     | -     | -     | -     | -     |       | -     | 26-26 | -     | -     | 20-22 | -     | -     |
| Le Havre AC Handball V                                     | 19-24 | 27-28 | 27-24 | 34-21 | 29-28 | 27-24 | -     |       | 22-34 | 29-31 | 22-23 | 20-21 | 23-25 | 38-30 |
| Lomme Lille MH P                                           | 31-38 | 27-29 | 32-28 | 29-23 | 28-33 | 31-37 | -     | 26-33 |       | 25-34 | 29-28 | 33-38 | 31-29 | 37-25 |
| Noisy-le-Grand handball                                    | 35-33 | 28-27 | 33-25 | 29-33 | 31-29 | 27-29 | -     | 20-21 | 31-29 |       | 28-25 | 25-30 | 22-19 | 25-28 |
| Saint-Grégoire RMHB                                        | 24-25 | 26-28 | 28-30 | 21-17 | 26-27 | 27-33 | -     | 25-25 | 30-30 | 22-25 |       | 13-17 | 20-21 | 26-22 |
| Stella Saint-Maur Handball                                 | 28-20 | 29-24 | 30-23 | 32-26 | 30-22 | 32-33 | 29-18 | 26-24 | 33-23 | 27-31 | 25-22 |       | 33-23 | 30-27 |
| Toulouse Féminin Handball P                                | 26-33 | 23-27 | 27-29 | 30-28 | 26-22 | 22-22 | -     | 24-29 | 26-24 | 25-28 | 20-23 | 29-32 |       | 32-30 |
| ASUL Vaulx-en-Velin                                        | 27-33 | 25-32 | 34-36 | 35-25 | 32-28 | 27-27 | 28-30 | 29-27 | 29-34 | 31-31 | 31-29 | 27-30 | 22-30 |       |
| - Victoire à domicile - Match nul - Victoire à l'extérieur |       |       |       |       |       |       |       |       |       |       |       |       |       |       |

## Statistiques et récompenses

### Classement des buteuses
| Rang | Joueuse           | Club                                    | Buts | Tirs | %       | MJ | Moy. |
| ---- | ----------------- | --------------------------------------- | ---- | ---- | ------- | -- | ---- |
| 1    | Celia Benlabed    | Lomme Lille Métropole HB                | 179  | 277  | 64,62 % | 22 | 8,13 |
| 2    | Mathilde Plotton  | Stella Saint-Maur Handball              | 169  | 251  | 67,33 % | 22 | 7,68 |
| 3    | Lola Berrais      | ASUL Vaulx-en-Velin                     | 135  | 173  | 78,03 % | 19 | 7,10 |
| 4    | Irène Fanton      | Achenheim Truchtersheim Handball        | 132  | 205  | 64,39 % | 22 | 6,00 |
| 5    | Enola Grollier    | Bouillargues Handball Nîmes Métropole   | 128  | 191  | 67,01 % | 20 | 6,40 |
| 6    | Beatriz Sousa     | Handball Clermont Auvergne Métropole 63 | 127  | 182  | 69,78 % | 22 | 5,77 |
| 7    | Dalila Abdesselam | Achenheim Truchtersheim Handball        | 123  | 225  | 54,66 % | 22 | 5,59 |
| 8    | Sabrina Abdellahi | Sambre Avesnois Handball                | 122  | 181  | 67,40 % | 22 | 5,54 |
| 9    | Joana Resende     | Handball Clermont Auvergne Métropole 63 | 122  | 178  | 68,53 % | 19 | 6,42 |
| 10   | Maissa Maurice    | Noisy-le-Grand handball                 | 118  | 185  | 63,78 % | 20 | 5,90 |

### Classement des gardiennes
| Rang | Joueuse                       | Club                             | Arrêts | Tirs | %       | MJ | Moy. |
| ---- | ----------------------------- | -------------------------------- | ------ | ---- | ------- | -- | ---- |
| 1    | Tea Marinović                 | ASUL Vaulx-en-Velin              | 165    | 606  | 27,22 % | 20 | 8,25 |
| 2    | Marijana Karic-Markota        | Saint-Grégoire Rennes MHB        | 161    | 501  | 32,13 % | 17 | 9,47 |
| 3    | Jacqueline Oliveira Santana   | Stella Saint-Maur Handball       | 155    | 489  | 31,69 % | 22 | 7,04 |
| 4    | Marina Pantić                 | Le Havre AC                      | 153    | 450  | 34,00 % | 19 | 8,05 |
| 5    | Cécilia Errin                 | Noisy-le-Grand handball          | 151    | 564  | 26,77 % | 20 | 7,55 |
| 6    | Andrea de la Torre Pérez (ca) | Toulouse Féminin Handball        | 124    | 513  | 24,17 % | 21 | 5,90 |
| 7    | Laurane Scalabrino            | Palente Besançon Handball        | 112    | 404  | 27,72 % | 21 | 5,33 |
| 8    | María Muñoz Juan (en)         | Palente Besançon Handball        | 109    | 433  | 25,&7%  | 21 | 5,19 |
| 9    | Marie Pouliquen               | Sambre Avesnois Handball         | 108    | 371  | 29,11 % | 22 | 4,90 |
| 10   | Léa Fargues                   | Achenheim Truchtersheim Handball | 104    | 509  | 20,43 % | 22 | 4,72 |

### Statistiques et faits marquants
Mise à jour le 30 mai 2023
- Meilleure attaque : 729 buts marqués (30,38 buts/match) pour le Achenheim Truchtersheim Handball
- Meilleure défense : 576 buts encaissés (24,00 buts/match) pour le Stella Saint-Maur Handball
- Plus grand nombre de buts pendant une journée : 404 buts lors de la 2e journée
- Plus petit nombre de buts dans une rencontre : 27 buts lors du match de la 13e journée entre le Saint-Grégoire RMHB et le Stella Saint-Maur Handball (13-17)
- Plus grand nombre de buts dans une rencontre : 78 buts lors du match de la 3e journée entre le Palente Besançon Handball et le Toulouse Féminin Handball (36-42)
- Plus large victoire à domicile : 18 buts d'écart lors du match de la 8e journée entre le Sambre Avesnois Handball et l'ASUL Vaulx-en-Velin (42-24)
- Plus large victoire à l'extérieur : 13 buts d'écart lors du match de la 3e journée entre le Sambre Avesnois Handball et le Noisy-le-Grand handball (18-31)
- Plus grand nombre de buts dans une rencontre pour une joueuse : 13 buts pour  Lalie Brouillet (Toulouse Féminin Handball) lors de Lomme Lille Métropole HB-Toulouse Féminin Handball (31-29) le 7 janvier 2023 (10e journée)
- Plus grande série de victoires : 14 matches pour le Stella Saint-Maur Handball du 3 septembre 2022 lors de la 1re journée au 4 février 2023 lors de la 13e journée.
- Plus grande série de défaites : 7 matches pour le Toulouse Féminin Handball du 3 décembre 2022 lors de la 8e journée au 26 février 2023 lors de la 16e journée.
- Plus grande série de matchs sans défaite : 14 matches pour le Stella Saint-Maur Handball du 3 septembre 2022 lors de la 1re journée au 4 février 2023 lors de la 13e journée.
- Plus grande série de matchs sans victoire : 9 matches pour le Palente Besançon Handball depuis le 14 janvier 2023 lors de la 11e journée au 22 avril 2023 lors de la 21e journée.

## Bilan de la saison
| Tableau d'honneur de la saison 2022-2023 |                                                             |
| Champion de France de D2                 | Stella Saint-Maur Handball                                  |
| Promu en LBE                             | Stella Saint-Maur Handball Achenheim Truchtersheim Handball |
| Relégué de LBE                           | Mérignac Handball                                           |
| Liquidation judiciaire                   | CJF Fleury Loiret                                           |
| Relégué en Nationale 1                   | CJF Fleury Loiret Palente Besançon Handball                 |
| Promu de Nationale 1                     | Stade pessacais UC Le Pouzin HB 07                          |